# ビデオリンク方式
ビデオリンク方式（びでおりんくほうしき）とは、裁判において証人を尋問する際に証人を法廷外の場所に召喚し、映像と音声をモニターできる装置を用いて法廷から尋問する方法である。

## 概要
性犯罪被害者に法廷で証言させることはセカンドレイプとも呼ばれる証人に苦痛を与えることにつながる一方で、刑事訴訟では伝聞証拠禁止の原則があるために、被告人及び弁護側が証人の調書に同意しなければ、一部の例外を除き原則として証言を証拠として認められるには法廷の証言台の前に立って証言する必要がある。
そのため、性犯罪被害者が証人として法廷の証言台の前に立って証言することによる苦痛を和らげるために刑事訴訟法第157条の4（その後の改正で条番号がずれ、2021年現在では第157条の6）で規定され、2001年から導入された。2006年以降は民事裁判でも裁判長の指揮によって使用されるようになり、2009年に民事訴訟法第204条の規定で法律で明記された。
2005年4月14日に最高裁はビデオリンク方式について刑事被告人の諸権利を規定した日本国憲法第37条や裁判の公開を規定した日本国憲法第82条に違反せず合憲判決を下した。

## 刑事訴訟法における規定
刑事訴訟法では対象となる証人について以下の規定をしている。
- 刑法（性犯罪関連）に違反する犯罪[2]の被害者
- 児童福祉法や児童ポルノ禁止法に違反する犯罪[3]の被害者
- 犯罪の性質、証人の年齢、心身の状態、被告人との関係その他の事情により、裁判官及び訴訟関係人が証人を尋問するために在席する場所において供述するときは圧迫を受け精神の平穏を著しく害されるおそれがあると認められる者

## 民事訴訟法における規定
民事訴訟法では対象となる証人について以下の規定をしている。
- 証人が遠隔の地に居住する時
- 事案の性質、証人の年齢又は心身の状態、証人と当事者本人又はその法定代理人との関係その他の事情により、証人が裁判長及び当事者が証人を尋問するために在席する場所において陳述するときは圧迫を受け精神の平穏を著しく害されるおそれがあると認める場合であって、相当と認める時

## システム
具体的なシステムは下記のとおり（各裁判所によって､また裁判長の訴訟指揮によって変化する場合もある）
- 法廷ビデオモニター（裁判官席､検察官席､弁護人席および移動式）
- 別室ビデオモニター（証人用モニター，資料提示用モニター）
- ビデオカメラ（複数台）
- コントローラー（被告人・傍聴人の言動が証言に差し障る場合は裁判長によって法廷の映像をカットすることができる）